# John Jansson
John Jansson (n. 18 iulie 1892, Stockholm, Suedia-Norvegia – d. 10 octombrie 1943, Bromma city district⁠(d), Comitatul Stockholm, Suedia) a fost un săritor în apă ce a reprezentat Suedia, medaliat olimpic. A participat la 3 ediții ale Jocurilor Olimpice (1912, 1920, 1924) în care a câștigat o medalie de argint și două medalii de bronz.